# Ludwig Guttmann

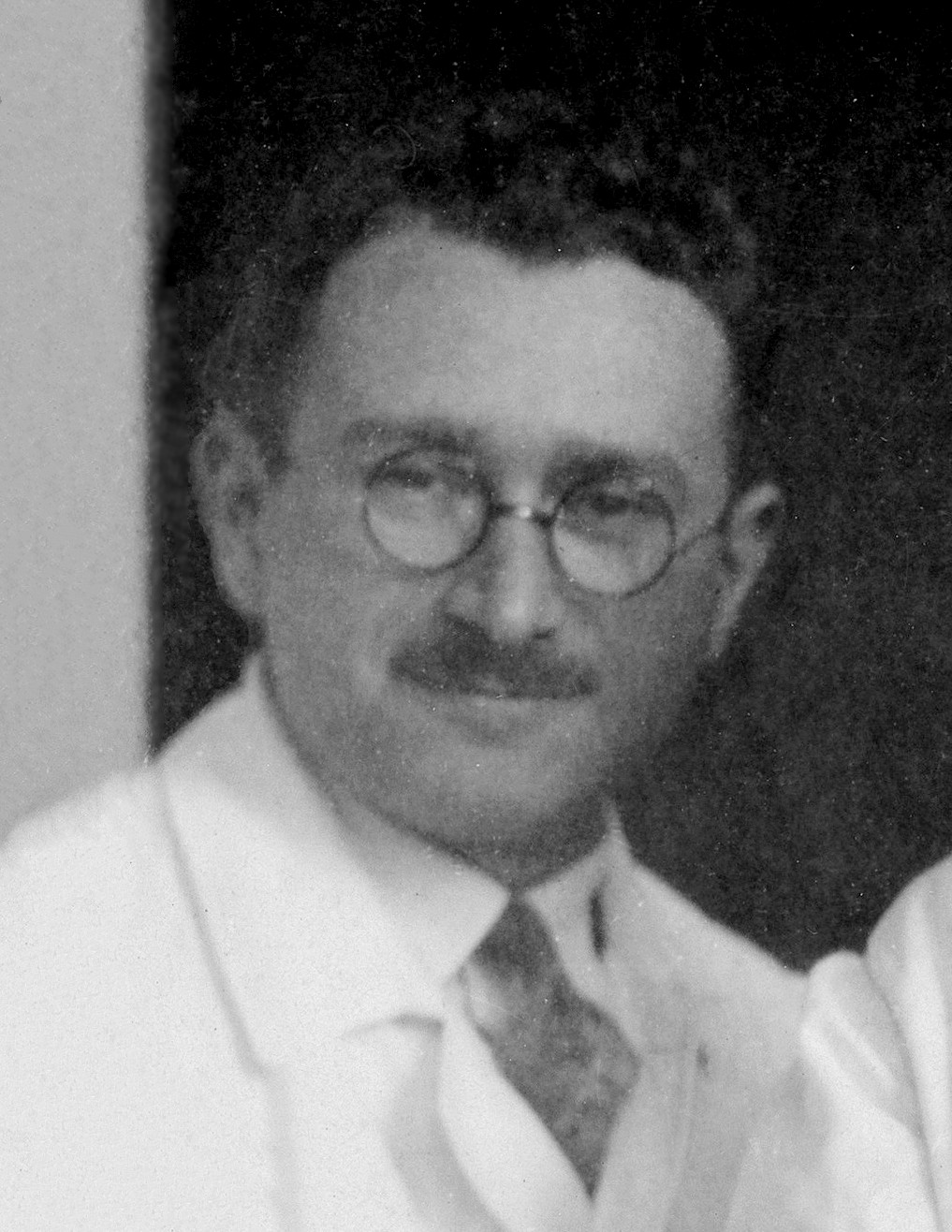
Ludwig Guttmann

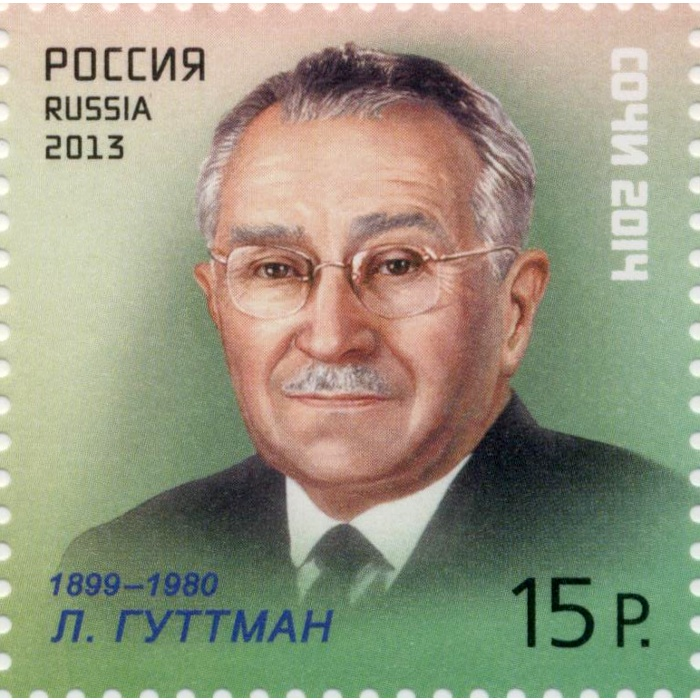
Ludwig Guttmann

Ludwig (Poppa) Guttmann (Tost, 3 juli 1899 – Aylesbury, 18 maart 1980) was een Duitse neuroloog die de oprichter was van de Paralympics. Hij wordt beschouwd als een van de stichters van de gehandicaptensport.

## Vroege carrière
Guttmann werkte tot 1939 in het Joodse Hospitaal van Breslau, waar hij werd gezien als een van de beste neurologen in het Duitsland van die tijd. In 1939 werd hij door het opkomende nationaalsocialisme gedwongen om naar Engeland te vluchten.
Door de toenmalige Engelse regering werd hij in 1944 gevraagd om het National Spinal Injuries Centre (Nationaal Centrum voor Ruggengraatbeschadigingen) op te richten. Dit werd gevestigd in het ziekenhuis van Stoke Mandeville bij Londen. Hij kreeg de leiding over dit centrum, een post die hij tot 1966 zou bezetten. Guttmann beschouwde sport als een therapiemethode voor zijn patiënten. Door aan sport te doen, meende hij, zouden de patiënten én een betere fysiek én meer zelfvertrouwen kweken.

## Ontstaan Paralympics
Rond 1952 waren de Stoke Mandeville Games for the disabled (Stoke Mandeville-Spelen voor gehandicapten) uitgegroeid tot een internationaal evenement, met 130 deelnemers uit allerlei landen. Dit maakte veel indruk op Olympische officials en de internationale gemeenschap. Hierom werd Guttmann in 1956 onderscheiden met de Fearnley Cup, een onderscheiding voor uitmuntende bijdragen aan het Olympisch ideaal.
De groei van de Stoke Mandeville-Spelen had zich intussen doorgezet. Dit leidde tot de eerste Paralympische spelen in Rome in 1960, die zoals alle Paralympische spelen tot vandaag de dag, gehouden werden na de Olympische Spelen. Guttmann richtte ondertussen in Engeland de British Sports Association of the Disabled (Britse Gehandicaptensportbond) op.
Voor zijn verdiensten kreeg Sir Guttmann wereldwijde erkenning en werd hij onderscheiden met de benoeming tot Officier in de Orde van het Britse Rijk en later werd hij bevorderd tot Commandeur in dezelfde orde.
- Bibsys: 90167009
- CiNii: DA01179656
- Gemeinsame Normdatei: 129293555
- International Standard Name Identifier: 0000 0000 8406 2233
- Library of Congress Control Number: n50024218
- Bibliotheek van het Japanse parlement: 00442049
- Nationale Bibliotheek van Tsjechië: mub2016922423
- Nationale bibliotheek van Australië: 35158854
- Nationale Bibliotheek van Israël: 987007601204105171
- Nationale Bibliotheek van Polen: a0000002266164
- Nationale en Universitaire bibliotheek Zagreb: 000800798
- Nederlandse Thesaurus van Auteursnamen: 068507208
- Réseau des bibliothèques de Suisse occidentale: 02-A003333192
- Système universitaire de documentation: 093554575
- Trove: 846093
- Virtual International Authority File: 108812296
- WorldCat: E39PBJh8VrQPDjTvy3Fw748grq